# Goldtangare
Die Goldtangare (Tangara arthus) ist eine in Südamerika beheimatete Vogelart aus der Familie der Tangaren (Thraupidae). Sie lebt in den tropischen und subtropischen Regenwäldern von Nord-Venezuela bis in den Norden Boliviens.
Sie wird als nicht gefährdet (“least concern”) eingestuft.

## Merkmale
Goldtangaren erreichen eine Körperlänge von etwas mehr als 13 cm und werden bis zu 22 Gramm schwer. Der Kopf ist von goldgelb gefärbt mit einem schmalen schwarzen Bereich um den Schnabel. Auf den Ohrdecken befindet sich jeweils ein trapezförmiger schwarzer Fleck. Der obere Rücken ist schwarz gestrichelt, der untere Rücken und der Bürzel goldgelb. Flügel und Schwanz sind größtenteils schwarz, die Schwingen an den Rändern grün gesäumt. Die Iris ist braun bis dunkelbraun. Der Schnabel adulter Vögel ist schwarz. Die Beine sind schwarz, grau oder bläulich grau. Die Weibchen ähneln den Männchen. Das Gefieder der Jungvögel ist grauer, die Ohrdecken erscheinen unbefiedert, der schwarze Fleck fehlt. Schnabel und Beine der Jungvögel sind grau.

## Geografische Variation
Es werden neun Unterarten anerkannt:
- Tangara arthus aequatorialis  (Taczanowski & Berlepsch) 1885 – Ostabhang der Anden Ecuadors und angrenzender Norden Perus.
- Tangara arthus arthus Lesson, RP 1832 – Berge Nord- und Westvenezuelas.
- Tangara arthus aurulenta  (Lafresnaye) 1843 – Sierra de Perijá in Nordwestvenezuela und Westabhang der östlichen Anden Kolumbiens.
- Tangara arthus goodsoni Hartert 1913 – Westabhang der Anden Ecuadors und möglicherweise Nordwest Peru.
- Tangara arthus occidentalis Chapman 1914 – Westabhang der Zentralanden und beide Seiten der Westanden in Kolumbien.
- Tangara arthus palmitae Meyer de Schauensee 1947 – Westabhang der östlichen Anden bei La Palmita im Departamento Santander, Kolumbien.
- Tangara arthus pulchra  (Tschudi) 1844 – Ostabhang der Anden Perus.
- Tangara arthus sclateri  (Lafresnaye) 1854 – Beide Hänge der östlichen Anden Kolumbiens und möglicherweise in den Anden des angrenzenden Südwestvenezuelas.
- Tangara arthus sophiae  (Berlepsch) 1901 – Ostabhang der Anden Südostperus und südlich bis nach Bolivien.

Die Unterseite variiert je nach Unterart und Verbreitungsgebiet von gelb bis bräunlich. Von der Brust über die Unterseite bis zu den Unterschwanzdecken zieht sich bei der Nominatform ein breites, kastanienbraunes Band. Das Gelb bei T. a. aurulenta ist etwas blasser, die Unterseite einfarbig goldgelb. Bei T. a. aequatorialis sind Kehle und Brust verwaschen rotbraun bis gelbbraun, bei T. a. pulchra und T. a. sophiae ist der Farbton an Kehle und Brust deutlicher. Die Unterseite von T. a. sclateri ist einheitlich rötlich braun gefärbt. Bei T. a. goodsoni ist die Unterseite weniger golden als bei T. a. aurulenta, der Bürzel deutlich gelb. T. a. palmitae ist T. a. aurulenta und T. a. goodsoni ähnlich. Die Unterseite ist blasser, die Steifen auf dem Rücken sind gelbgrün. Auch T. a. occidentalis ähnelt T. a. aurulenta, allerdings ist die Unterseite farbenprächtiger.

## Verbreitung
Das Verbreitungsgebiet umfasst die Küstengebirge von Ost-Falcón bis Miranda und den Andenabhang in Venezuela, Kolumbien, Ecuador, Ost-Peru und Nordwest-Bolivien. Die Goldtangare kommt meist in Höhen von 700 bis 2500 m vor. Unterhalb von 1500 m ist sie am häufigsten, lokal ist sie bis in Meereshöhe zu finden.

## Lebensweise
Goldtangaren leben gewöhnlich in Paaren oder kleinen Gruppen und vergesellschaften sich fast immer mit anderen Tangarenarten. Der Lebensraum liegt in Bergregenwäldern und an Waldrändern. Die Art ernährt sich von Früchten, Beeren (wie beispielsweise die der Schwarzmundgewächse) sowie von Insekten, die sie typischerweise an bemoosten Ästen suchen. Die Nahrung finden sie in mittlerer Baumhöhe bis in die Baumkronen. Das Nest wird auf bemoosten Ästen gebaut und kann in das Moos eingearbeitet sein. Das Gelege besteht aus ein bis zwei Eiern die 10 bis 15 Tage bebrütet werden. Um die Jungen kümmern sich mehrere adulte Vögel, das Futter besteht aus Früchten und Gliederfüßern.